# Holocranaus angulus
Holocranaus angulus is een hooiwagen uit de familie Cranaidae.